# 拉斯姆斯·本特森
拉斯姆斯·本特森（瑞典語：Rasmus Bengtsson；1986年6月26日—）是一位瑞典足球運動員。在場上的位置是中後衛。他現在效力於瑞典足球超級聯賽球隊馬爾默足球俱樂部。他也代表瑞典國家足球隊參賽。